# Bataille de Fort Beauséjour
Guerre de Sept Ans
Batailles
- Minorque (navale) (1756)
- Pirna (1756)
- Lobositz (1756)
- Reichenberg (1757)
- Prague (1757)
- Kolin (1757)
- Hastenbeck (1757)
- Gross-Jägersdorf (1757)
- Moys (1757)
- Rochefort (1757)
- Rossbach (1757)
- Breslau (1757)
- Leuthen (1757)
- Carthagène (navale) (1758)
- Olomouc (1758)
- Saint-Malo (1758)
- Rheinberg (1758)
- Krefeld (1758)
- Domstadl (1758)
- Cherbourg (1758)
- Zorndorf (1758)
- Saint-Cast (1758)
- Tornow (1758)
- Lutzelberg (1758)
- Hochkirch (1758)
- Bergen (1759)
- Kay (1759)
- Minden (1759)
- Kunersdorf (1759)
- Neuwarp (navale) (1759)
- Hoyerswerda (1759)
- Baie de Quiberon (navale) (1759)
- Maxen (1759)
- Meissen (1759)
- Glatz (1760)
- Landshut (1760)
- Corbach (1760)
- Emsdorf (1760)
- Dresde (1760)
- Warburg (1760)
- Liegnitz (1760)
- Rhadern (1760)
- Berlin (1760)
- Kloster Kampen (1760)
- Torgau (1760)
- Belle-Île (1761)
- Langensalza (1761)
- Cassel (1761)
- Grünberg (1761)
- Villinghausen (1761)
- Ölper (1761)
- Kolberg (1761)
- Wilhelmsthal (1762)
- Burkersdorf (1762)
- Lutterberg (1762)
- Reichenbach (1762)
- Almeida (1762)
- Valencia de Alcántara (1762)
- Nauheim (1762)
- Vila Velha de Ródão (1762)
- Cassel (1762)
- Freiberg (1762)

- Jumonville Glen (1754)
- Fort Necessity (1754)
- Fort Beauséjour (1755)
- 8 juin 1755
- Monongahela (1755)
- Petitcoudiac (1755)
- Lac George (1755)
- Fort Bull (1756)
- Fort Oswego (1756)
- Kittanning (1756)
- En raquettes (1757)
- Pointe du Jour du Sabbat (1757)
- Fort William Henry (1757)
- German Flatts (1757)
- Lac Saint-Sacrement (1758)
- Louisbourg (1758)
- Le Cran (1758)
- Fort Carillon (1758)
- Fort Frontenac (1758)
- Fort Duquesne (1758)
- Fort Ligonier (1758)
- Québec (1759)
- Fort Niagara (1759)
- Beauport (1759)
- Plaines d'Abraham (1759)
- Sainte-Foy (1760)
- Neuville (1760)
- Ristigouche (navale) (1760)
- Mille-Îles (1760)
- Signal Hill (1762)

- Cap-Français (1757)
- Martinique (1759)
- Guadeloupe (1759)
- Dominique (1761)
- Martinique (1762)
- Cuba (1762)

- Chandernagor (1757)
- Plassey (1757)
- Gondelour (1758)
- Négapatam (navale) (1758)
- Condore (1758)
- Madras (1758)
- Pondichéry (navale) (1759)
- Masulipatam (1759)
- Chinsurah (1758)
- Wandiwash (1760)
- Pondichéry (1760-1761)
- Manille (1762)

- Saint-Louis (1758)
- Gorée (1758)
- Gambie

La bataille de Fort Beauséjour marqua le début d'une offensive britannique dans le théâtre nord-américain lors de la guerre de Sept Ans ou la guerre franco-indienne. À partir du 3 juin 1755 jusqu'à la capitulation française le 16 juin suivant, une puissante armée britannique, sous le commandement du colonel Robert Monckton, basée au fort Lawrence avec 2 000 volontaires du Massachusetts et un petit détachement de troupe régulière, obtint la victoire en assiégeant la garnison de 460 hommes du fort Beauséjour, et l'isthme de Chignectou fut désormais ouvert aux Britanniques.

## Prélude à la bataille
En juin 1755, la population acadienne n'ayant toujours pas prêté le serment d'allégeance inconditionnelle à la couronne britannique, le lieutenant-gouverneur de la Nouvelle-Écosse (anciennement l'Acadie), Charles Lawrence, redoutant de voir les Acadiens prendre les armes, planifie une expédition afin de prendre le fort Beauséjour. Le gouverneur du Massachusetts, William Shirley, y collabore en envoyant 2 000 hommes pour rejoindre les 2 350 soldats réguliers et miliciens dépêchés par Lawrence.

## Bataille
Le fort Beauséjour, de forme pentagonale, avec cinq bastions, était en piteux état puisque les travaux étaient toujours en cours au début juin 1755, quand les troupes anglo-américaines passèrent à l'attaque. En plus, celui-ci ne pouvait pas contenir plus de deux cent cinquante soldats.
Le 2 juin, un colon français aperçut une flotte britannique d'une quarantaine de navires dans la baie Françoise (aujourd'hui baie de Fundy), en attente de jeter l'ancre à l'entrée de Beaubassin. Alerté, Monsieur de Vergor envoya des courriers à Québec, à Rivière Saint-Jean, à Louisbourg et à l'île Saint-Jean (aujourd'hui île du Prince Édouard) pour solliciter de l'aide, pendant que la population locale allait se réfugier au fort.
Pendant ce temps, le lieutenant-colonel Robert Monckton, commandant une flotte de 31 transports et de trois navires de guerre de la Royal Navy transportant 270 soldats réguliers et 2 000 miliciens de la Nouvelle-Angleterre, était entré dans le bassin de Cumberland. Les navires jetèrent l'ancre à l'embouchure de la rivière Messaguash et les forces britanniques débarquèrent en début de soirée sans opposition.
Utilisant de plus l'avant-poste britannique, le fort Lawrence (situé à environ trois kilomètres à l'est) comme aire de regroupement, Monckton s'installa le lendemain sur les hauteurs de la côte Aulac. L'offensive britannique commença donc, le 3 juin, avec un Monckton qui soigneusement et méthodiquement avançait sur la fortification française, en venant par le nord. Lorsque ses forces furent assez près du fort, Monckton commença le bombardement avec des mortiers de 13 pouces.
En face, les forces françaises étaient faibles, soit environ 460 hommes. Le marquis ne disposait que de 150 soldats des Compagnies franches de la marine et une douzaine de canonniers-bombardiers et de miliciens (selon certains 290 Acadiens et quelques Micmacs).
Bien que le commandant du fort Beauséjour, le marquis Louis Du Pont Duchambon, Sieur de Vergor, conseillé par Louis-Thomas Jacau de Fiedmont, que Vergor avait nommé ingénieur, furent sujet à des attaques intenses, et défièrent les Britanniques pendant deux semaines, les Français ne purent rien faire pour obtenir la levée du siège face à la nette supériorité britannique. Le bombardement du fort débuta comme tel le 14 juin.
Dans la soirée du 15, plus de 140 boulets furent lancés sur la flotte britannique qui l'attaquait et, le 16 juin, après que le feu des mortiers britanniques eut ouvert une brèche dans les fortifications et malmené la garnison, et qu'une casemate « à l'épreuve des boulets » eut été atteinte en plein dans le mille, tuant de nombreux occupants, le commandant de Vergor capitula. Le jour suivant, soit le 17 juin, les Français abandonnèrent le fort Gaspareaux, situé à baie Verte, satellite du fort Beauséjour et sans même qu'il ne soit attaqué!
Ce faisant, ils coupèrent les communications avec l'Acadie. Désormais, les forces britanniques contrôlaient la frontière de la Nouvelle-Écosse. Ce même jour, les Français abandonnèrent le fort Jemseg sur le fleuve Saint-Jean, le dernier fort français en Acadie.
Le commandant français ne brûla pas le fort et demanda aux Britanniques d'être transporté avec armes et bagages à Baie Verte, mais il fut éconduit à Louisbourg. On dit même qu'il offrit, le soir de sa capitulation, un banquet à tous les officiers vainqueurs et vaincus et livra joyeusement la clef de l'Acadie à la couronne britannique. Il semblerait que le commandant Louis Du Pont Duchambon de Vergor, dont les qualités de militaire laissent à désirer, aurait eu son poste grâce à l'amitié que son père avait avec François Bigot, intendant de la Nouvelle-France!
Le 18 juillet, les Britanniques rebaptisèrent le fort Cumberland et consolidèrent les bâtiments. Ce même Louis de Vergor, devenu chef de poste, se fera blesser pendant qu'il dormait sur les hauteurs de l'anse au Foulon, durant la nuit du 13 septembre 1759.
Jusqu'à maintenant, personne ne peut dire pourquoi le commandant de Louisbourg n'a jamais envoyé de renforts pour contre-attaquer les troupes anglo-américaines.

## Conséquences
La campagne de 1755 n'était pas stratégiquement décisive et ne menaça pas l'intégrité territoriale de la Nouvelle-France, car la poussée simultanée d'Edward Braddock dans la vallée de l'Ohio prit fin de façon désastreuse lors de la bataille du Monongahela. Cependant, l'impact sur la population locale était catastrophique. Les Acadiens francophones, qui précédemment avaient déclaré leur neutralité dans le conflit entre la France et la Grande-Bretagne, participèrent à la bataille aux côtés des Français parce qu'ils furent contraints sous peine de mort par leur commandant Duchambon. Bien que les Acadiens aient affirmé y avoir été contraints par les autorités françaises, les doutes du lieutenant-gouverneur Lawrence s'en trouvaient confirmés. Cette infraction ouverte à la neutralité des « Français neutres » fut considérée ensuite par les Britanniques comme inacceptable. Sous la direction de Monckton avec l'emprise du gouverneur Lawrence, les Acadiens des abords, et plus tard dans toute l'Acadie, furent emprisonnés et/ou déportés.